# (5062) Glennmiller
(5062) Glennmiller (1989 CZ) – planetoida z pasa głównego asteroid okrążająca Słońce w ciągu 3 lat i 146 dni w średniej odległości 2,26 j.a. Została odkryta 6 lutego 1989 roku w Palomar Observatory przez Eleanor Helin. Nazwa planetoidy pochodzi od Glenna Millera, amerykańskiego muzyka jazzowego i kompozytora.